# L'Eunuc Femella
The Female Eunuch o L'Eunuc Femella és un llibre publicat per Germaine Greer el 1970 que va esdevenir un best seller internacional i un text important en la història del feminisme. Greer defensa la tesi que la família nuclear, consumista i urbana reprimeix les dones sexualment, i que això les acaba desvitalitzant, convertint-les en eunucs. El llibre va ser publicat a Londres l'octubre de 1970. El març de 1971 ja havia esgotat gairebé la seva segona edició. Amb els anys s'ha publicat i traduït en onze llengües. Una segona part del llibre, titulada The Whole Woman va ser publicada el 1999.